# Tokaj
Tokaj (Ungarsk udtale: [ˈtokɒj]) er en historisk by i Borsod-Abaúj-Zemplén amt, det nordlige Ungarn, 54 kilometer fra amtets hovedstad Miskolc. Den er centrum af Tokaj-Hegyalja vindistriktet, hvor Tokaji-vinene produceres.

## Historie
Vindyrkningsområdet blev første gang nævnt under navnet Tokaj i 1067. Selve byen blev første gang nævnt i dokumenter i 1353. Dets første slot var en motte, som blev ødelagt under den mongolske invasion af Ungarn. I det 14. århundrede havde byen allerede et stenslot, der tilhørte Diósgyőr-ejendommen.
Efter 1450 var Tokaj Hunyadi-familiens ejendom, så efter Matthias Hunyadi blev konge, blev byen en kongelig ejendom. I 1526 efter at osmannerne erobrede Petervarad (nutidens Petrovaradin i Serbien), flyttede cisterciensere fra Petervarad og dens omgivelser til Tokaj og forbedrede vinfremstillingen i området i høj grad. I 1705 beordrede Frans II Rákóczi, at slottet skulle ødelægges.
Efter det østrig-ungarske kompromis i 1867 blomstrede byen, men da verdenskrigene kom, led den meget og mistede sin betydning og bystatus. Selv dens rolle i vinhandelen blev overtaget af Sátoraljaújhely.
Tokaj fik igen bystatus i 1986, og den begyndte at blomstre igen. Nu er byen en populær turistattraktion.

## Tokaj vinområde
Tokaj vinregion er en historisk vinregion beliggende i det nordøstlige Ungarn og det sydøstlige Slovakiet. Det er et af de syv større vinområder i Ungarn (ungarsk: Tokaji borrégió). Hegyalja betyder "foden" på ungarsk, og dette var regionens oprindelige navn.
Regionen består af 28 navngivne landsbyer og 11.149 hektar klassificerede vinmarker, hvoraf anslået 5.500 i øjeblikket er tilplantet. Tokaj er blevet erklæret som verdensarv i 2002 under navnet Tokaj Wine Region Historic Cultural Landscape. Dens berømmelse gik dog længe forud for denne udpegning, fordi den er oprindelsen til Tokaji aszú-vinen, verdens ældste botrytiserede vin (vin påvirket af skimmelsvampen Botrytis cinerea).

## Galleri
- Centrum
- Bacchus springvand
- Interiør af romersk-katolske kirke
- Jødisk kirkegård
- Tokaj vinområde
- Tisza-floden om vinteren med Tokaj-broen